# Гипохлорит лития
Гипохлорит лития — неорганическое соединение,
соль лития и хлорноватистой кислоты с формулой LiClO,
бесцветные кристаллы,
растворяется в воде.

## Получение
- Пропускание хлора через раствор гидроксида лития:

{\displaystyle {\mathsf {2LiOH+Cl_{2}\ {\xrightarrow {}}\ LiClO+LiCl+H_{2}O}}}

## Физические свойства
Гипохлорит лития образует бесцветные кристаллы.
Хорошо растворяется в воде.

## Химические свойства
- Гипохлорит лития неустойчив и разлагается:

{\displaystyle {\mathsf {3LiClO\ {\xrightarrow {}}\ 2LiCl+LiClO_{3}}}}